# Palau de Miraflores
|  | Per a altres significats, vegeu «Palau del Marqués de Miraflores». |

El Palau de Miraflores és la residència oficial del president de Veneçuela. Està situat al centre-oest de Caracas, a prop del centre de la ciutat i a pocs metres del Palau Federal Legislatiu. Va començar a ser construït a mitjans de 1884 sota la direcció del comte italià Giussepi Orsi de Mombello durant el mandat del president Joaquín Crespo (1884-1886), però va ser a partir de 1900 quan va començar a utilitzar-se com a palau presidencial, sota el govern de Cipriano Castro.